# 주가 대폭락

1987년 검은 월요일 당시 다우존스 지수.

주가 대폭락(株價大暴落) 또는 증시붕괴(證市崩壞, 영어: stock market crash)란 증권의 가격이 급락하여 액면부가 크게 감소하는 현상이다. 많은 경우 투기성 증시거품이 형성될 경우 그 거품이 언젠가 꺼지면서 증시가 붕괴한다.
증시붕괴에 대한 수치적 정의는 없지만 보통 주가지수가 여러 날에 걸쳐 두 자리수 퍼센트 단위 이상으로 가파르게 떨어질 때 증시가 붕괴했다고 본다. 수 개월에서 수 년에 걸쳐 하락되는 것은 하락세이라고 한다. 하락세 중에 붕괴가 일어날 수 있지만 꼭 그런 것은 아니다. 예컨대 1987년 검은 월요일 때는 붕괴는 있었지만 하락세로 이어지지는 않았고, 1990년대 일본 하락세는 수년 동안 계속되었지만 그 동안 붕괴는 없었다.

## 같이 보기
- 경기순환
- 거품경제
- 금융시장
- 금융위기
- 위험관리